# Hyundai Getz
A Hyundai Getz kiskategóriás autó, melyet a dél-koreai Hyundai Motor Company gyártott 2002 és 2011 között. Az Egyesült Államokat, Kanadát és Kínát kivéve minden országban megvásárolható volt, három- és ötajtós ferde hátú karosszériával.
A Getz a különböző országok piacain eltérő neveken volt ismert, Dél-Koreában Hyundai Click, Indiában Hyundai Getz Prime, Japánban Hundai TB (Think Basic), Malajziában Inokom Getz, Venezuelában pedig Dodge Brisa néven árulták.
Európában a Hyundai i20 (2008), Dél-Koreában pedig a Hyundai Accent RB (2010) lett a közvetlen utódja. Egy ideig ezekkel párhuzamosan is gyártották és értékesítették, de 2011-ben végleg leállt a gyártása.

## Gyártás és értékesítés
Az autó elsőként a 2001-es Tokiói Autószalonon mutatkozott be, mint tanulmányautó, Hyundai TB név alatt. Szélesebb közönség előtt 2002-ben, Genfben debütált, már Getz néven. A kocsit a Hyundai európai dizájnközpontjában, Frankfurtban tervezték. Három- és ötajtós ferde hátú változatok készültek belőle.
Legnagyobb számban Ulszanban, Dél-Koreában készült, 2002 és 2011 között, valamint Csennaiban, Indiában, 2004 és 2009 között. Emellett a helyi piacokra gyártották még Venezuelában, Malajziában és Tajvanon.

### Facelift
2005 őszén a Frankfurti Autószalonon megjelent egy felfrissített kinézetű Getz. A változás elsősorban a kocsi elején volt feltűnő, a kerekebb fényszóróknak és hűtőrácsnak köszönhetően. Emellett Európában megjelent egy új 1,5 literes dízelmotor, valamint egy 1,4 benzines. A belsőtér és a felszereltségi csomagok szintén átalakultak. Az Egyesült Királyságban a klímaberendezés és az oldallégzsákok a CDX alapáras felszerelései lettek.
Venezuelában a felfrissített változat nem volt kapható, ott továbbra is a 2005 előtti modelleket gyártották és árulták, Dodge Brisa néven.

### Regionális változatok
Venezuelában 2006-ban mutatkozott be a saját összeszerelésű Getz, Dodge Brisa néven, az előző, 2002-ben megjelent Hyundai Accent alapú generációt leváltva. A Brisa kizárólag 1,3 literes benzinmotorral és négysebességes automata sebességváltóval volt kapható. Bár az autó 2006-ban került piacra, nem kapta meg a többi országban 2005-ben bevezetett újításokat, a 2002-es karosszériával és belsőtérrel árulták.
Malajziában szintén saját összeszerelésű modelleket kínáltak eladásra, Inokom Getz néven. Ez manuális és automata sebességváltóval is kapható volt, de csak egyfajta, 1,4 literes, soros négyhengeres benzinmotor volt elérhető hozzá. 2009 utolsó negyedévében az Inokom bemutatott egy limitált példányszámú, Getz SE nevű verziót, bőrbelsővel, sportos kiegészítőkkel és tükrökbe épített irányjelzőkkel. Mindössze 300 ilyen változat készült.

### Elektromos változat
2008 és 2011 között Új-Zélandon és Ausztráliában elérhető volt egy Blade Electron nevű, teljesen elektromos meghajtású Getz. Ez 120 km/h-s sebességre volt képes, hatótávolsága pedig 120 kilométer volt egy feltöltéssel.

## Motorok
Bemutatásakor a Getz háromféle négyhengeres benzinmotorral volt kapható: egy 1,1, egy 1,3 és egy 1,6 literessel, valamint egy háromhengeres, 1,5 literes dízellel, mely a VM Motori licencei alapján készült. A 2005-ös facelift után az 1,3 literes benzinmotort leváltotta egy 1,4 literes egység, a háromhengeres 1,5 literest pedig egy változó geometriájú turbóval szerelt, szintén 1,5 literes, de már négyhengeres dízelre cserélték. Ausztráliában eleinte csak egy 1,5 literes benzinmotor állt a vásárlók rendelkezésére, ezt azonban később leváltotta egy 1,4 és egy 1,6 literes dupla vezérműtengelyes erőforrás. Dízelmotorokat nem kínáltak az ausztrál kereskedők. Az 1,4 literes motor világszerte sikeres volt megbízhatóságának és alacsony fogyasztásának köszönhetően, bekapcsolt klímával és automata sebességváltóval azonban sokszor erőtlennek bizonyult.
| Modell   | Évek      | Motor                                  | Hengerűrtartalom | Teljesítmény   | Nyomaték |
| -------- | --------- | -------------------------------------- | ---------------- | -------------- | -------- |
| 1.1      | 2003–2005 | Soros négyhengeres, SOHC, 12 szelepes  | 1086 cm³         | 61 LE (46 kW)  | 94 Nm    |
| 1.1      | 2006–2009 | Soros négyhengeres, SOHC, 12 szelepes  | 1086 cm³         | 66 LE (49 kW)  | 99 Nm    |
| 1.3      | 2003–2005 | Soros négyhengeres, SOHC, 12 szelepes  | 1341 cm³         | 81 LE (60 kW)  | 117 Nm   |
| 1.4      | 2006–2009 | Soros négyhengeres, DOHC, 16 szelepes  | 1399 cm³         | 96 LE (71 kW)  | 126 Nm   |
| 1.6      | 2003–2005 | Soros négyhengeres, DOHC, 16 szelepes  | 1594 cm³         | 104 LE (77 kW) | 143 Nm   |
| 1.6      | 2006–2009 | Soros négyhengeres, DOHC, 16 szelepes  | 1594 cm³         | 105 LE (78 kW) | 144 Nm   |
| 1.5 CRDi | 2004–2005 | Soros háromhengeres, DOHC, 12 szelepes | 1493 cm³         | 79 LE (59 kW)  | 182 Nm   |
| 1.5 CRDi | 2006–2009 | Soros négyhengeres, DOHC, 16 szelepes  | 1493 cm³         | 87 LE (65 kW)  | 215 Nm   |
| 1.5 CRDi | 2008–2009 | Soros négyhengeres, DOHC, 16 szelepes  | 1493 cm³         | 108 LE (81 kW) | 235 Nm   |

## Biztonság

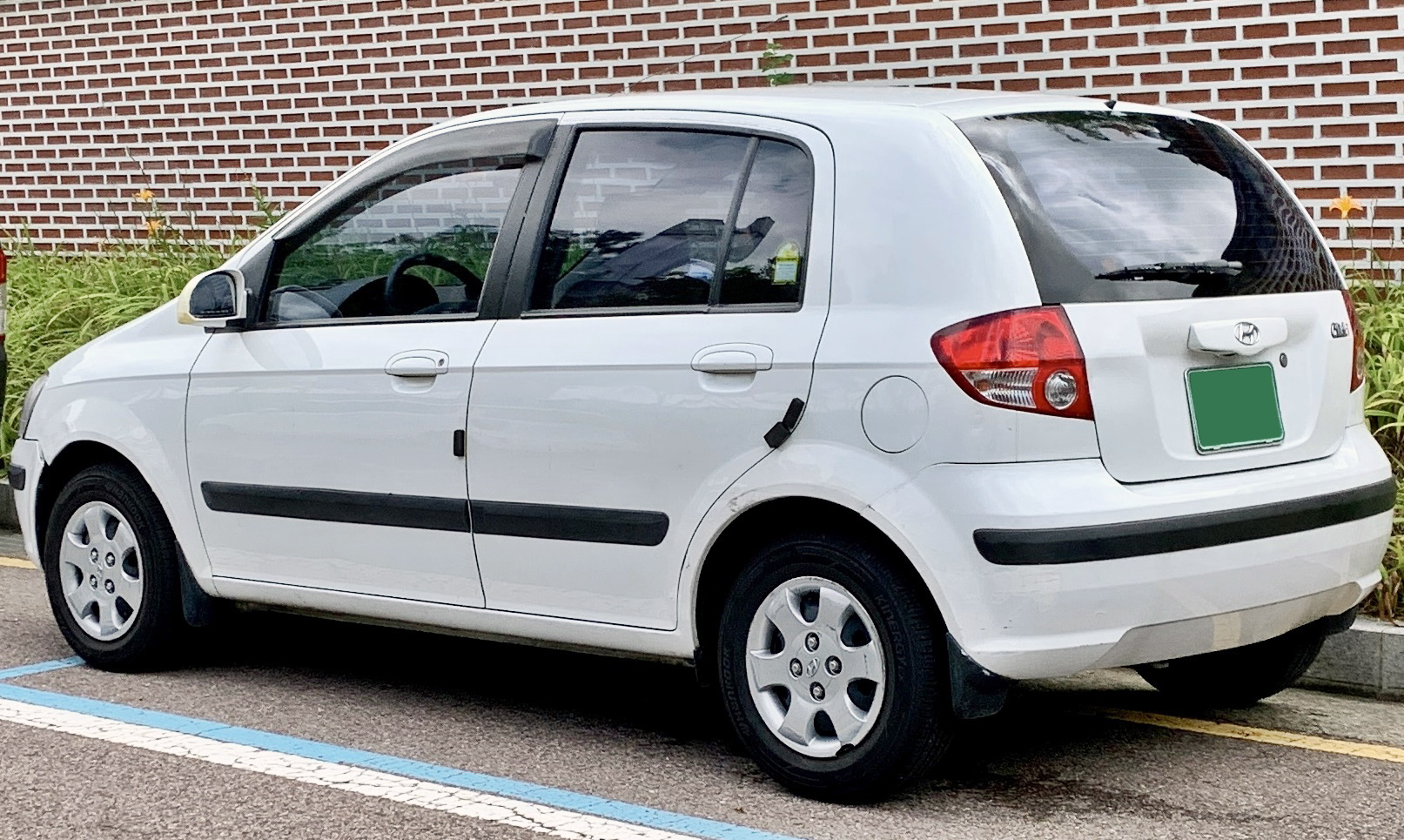

### Euro NCAP
A Getz 2004-ben esett át az Euro NCAP törésteszteken, ahol ötből négy csillagot ért el. A tesztelt modellben vezető- és utasoldali légzsákok, az ülésekbe épített oldalsó mellkas- és fejlégzsákok és biztonsági öv előfeszítők voltak. Mind a felnőtt, mint a gyermek utasok védelmében kiegyensúlyozottan teljesített az autó, kategóriájához képest az akkori eredményekhez mérten meglehetősen jó eredményt elérve. Ugyanakkor a karosszéria kialakítása miatt a gyalogosvédelmi teszten gyengén teljesített a Getz.
- Felnőtt utas: , 35 pont
- Gyermek utas: , 37 pont
- Gyalogosvédelem: , 5 pont

### ANCAP
Az Euro NCAP tesztjein elért eredményei alapján 2008-ban a Getz az Australasian NCAP-n is négy csillagot szerzett.
- Eredmény: , 25,35 pont a 37-ből

### Egyéb tesztek
2006-ban Ausztráliában a Getz facelift előtti verzióját alávetették egy a használt autókra specializálódott töréstesztnek, ahol jelentősen az átlag alatt teljesített az utasok védelmében.
- A felnőtt utasok megóvása a súlyos sérülésektől:

## Díjak
- Ausztrália legjobb kisautója: 2003, 2005
- A legjobb kisautó Skóciában: 2003
- A legjobb olcsó autó a brit What Car? szerint: 2003
- A legjobb olcsó autó a brit Fifth Gear szerint: 2003
- Dánia legkelendőbb autója: 2003
- Az év autója Portugáliában: 2004 (1.5 CRDi)

## Utódok
2008 végén bemutatkozott a Hyundai i20, mely több országban leváltotta a Getzet, Európa nagy részén azonban a két modellt egyszerre árulták 2011-ig, amikor a Getz gyártása befejeződött. Ausztráliában 2010 végéig árulták a Getzet, Indiában szintén befejeződött az árusítása 2010-ben, mivel az i20 megjelenésével jelentősen csökkent iránta a kereslet, ráadásul a károsanyag-kibocsátási normák is szigorodtak.
Dél-Koreában a Click néven futó Getzet 2011 közepén a Hyundai Accent WIT váltotta, míg Japánban már 2009 végén leállt a modell árusítása, amikor a Hyundai kivonult az ország személyautó piacáról. Azokban az országokban, ahol sem az i20-at, sem az Accentet nem lehet megvásárolni, az i10 számít a Getz közvetlen utódjának.